# Glynis Nunn
Glynis Leanne Nunn (Saunders-Cearns) (Toowoomba, 4 dicembre 1960) è un'ex multiplista australiana, vincitrice della medaglia d'oro alle Olimpiadi di Los Angeles nel 1984 nell'eptathlon.

## Biografia
Ai Giochi della XXIII Olimpiade vinse l'oro nell'eptathlon superando la statunitense Jackie Joyner (medaglia d'argento) e la tedesca Sabine Everts.

## Palmarès
| Anno | Manifestazione          | Sede        | Evento    | Risultato | Misura | Note |
| ---- | ----------------------- | ----------- | --------- | --------- | ------ | ---- |
| 1982 | Giochi del Commonwealth | Brisbane    | Eptathlon | Oro       |        |      |
| 1984 | Giochi olimpici         | Los Angeles | Eptathlon | Oro       | 6390   | RO   |
| 1986 | Giochi del Commonwealth | Edimburgo   | 100 hs    | Bronzo    |        |      |